# Haplothrips gowdeyi
Haplothrips gowdeyi är en insektsart som först beskrevs av Franklin 1908.  Haplothrips gowdeyi ingår i släktet Haplothrips och familjen rörtripsar. Inga underarter finns listade i Catalogue of Life.